# Shelter (canção de Porter Robinson e Madeon)
"Shelter" é uma canção do produtor musical estadunidense Porter Robinson com o produtor musical francês Madeon, lançada como single em 11 de agosto de 2016.

## Antecedentes
Antes de iniciarem suas carreiras profissionais na música, Porter Robinson e Madeon se conheceram inicialmente em um fórum de produção musical na Internet, quando tinham 14 e 12 anos, respectivamente. Relembrando seu passado juntos, Robinson afirmou que, na época em que se conheceram, "Nenhum de nós tinha sequer um começo de uma carreira musical, obviamente, e éramos meio que rivais. Éramos os dois garotos que faziam música naquele fórum, e por isso, competíamos um com o outro". Conforme suas carreiras musicais se desenvolveram, os dois continuaram a compartilhar música entre si. Enquanto desenvolviam uma amizade, cada um se tornou bem-sucedido independentemente do outro.
"Shelter" representa a única colaboração entre eles. Madeon declarou em um comunicado à imprensa: "Tanto Porter quanto eu começamos a trabalhar com as pessoas presencialmente quando começamos a fazer nossos respectivos álbuns e apreciamos o quanto mais colaborativos pudemos ser... Nossa intenção era fazer música que refletisse nossa amizade". Robinson e Madeon declararam que não planejam continuar colaborando depois de "Shelter". Explicando a decisão, Madeon declarou: "Se mantivéssemos "Shelter" por muito tempo, as maneiras como nossos gostos não se sobrepõem totalmente se tornariam frustrantes".

## Lançamento
A música foi lançada e enviada para o canal de Madeon no YouTube em 11 de agosto de 2016. A canção foi lançada nos Estados Unidos pela Columbia Records e pela Popcultur como um download digital, e no Spotify, Deezer, Apple Music, Google Play e SoundCloud. "Shelter" foi lançado junto com um anúncio de que Robinson e Madeon estariam em uma turnê por cidades nos Estados Unidos e Canadá, apelidada de Shelter Live Tour. Robinson confirmou no Twitter que a turnê contaria com ele e Madeon tocando simultaneamente em shows ao vivo, começando no final de 2016.

## Composição
A faixa tem três minutos e 39 segundos de duração e é composta em dó maior. A melodia principal da canção é um vocal processado e cortado de uma música previamente gravada por Robinson durante a produção de Worlds, com Amy Millan. O vocal principal é fornecido por Madeon. A música leva elementos de ambos os álbuns de estreia do artista; Worlds de Porter Robinson e Adventure de Madeon. Os vocais cortados são um som característico de ambos os artistas, como pode ser visto no single "Flicker" de Robinson e na música "You're On" do álbum Adventure. Madeon afirmou que as letras são sobre seus pais.

## Videoclipe
Em 14 de outubro de 2016, Robinson anunciou em sua conta no Twitter que ele havia passado mais de um ano colaborando com o estúdio de animação japonês A-1 Pictures em um videoclipe animado para "Shelter". O vídeo foi lançado no dia 18 de outubro de 2016, no canal de Porter Robinson no YouTube, em parceria com a Crunchyroll. Robinson originalmente contratou a A-1 Pictures para fazer a animação porque foi o estúdio que criou Anohana, um anime que combina com suas sensibilidades como artista. Baseado em uma história original escrita por Robinson, o videoclipe é um formato de curta-metragem.
A animação segue Rin, de 17 anos (dublada por Sachika Misawa), que vive sozinha em uma simulação futurística. A personagem mantém o controle da simulação e do mundo virtual ao seu redor por meio de um tablet, no qual pode desenhar cenas que o mundo ao seu redor criará em um ambiente tridimensional. Ela continua assim por muitos anos, levando uma vida pacífica, mas solitária. De repente, ela encontra diante dela cenas que não criou. Como observadora invisível, Rin testemunha sua vida como uma criança de 10 anos que vivia em Tóquio. Por meio de uma série de noticiários e imagens, fica sabendo que, neste momento, um objeto planetário do tamanho da lua está em rota de colisão com a Terra. O pai de Rin, Shigeru, dedica grande parte de seu tempo à felicidade de sua filha, mas enquanto isso, constrói uma espaçonave com um único assento com suporte vital para Rin escapar. Ele também limpa com sucesso qualquer memória dele ou da Terra de sua mente, ao invés disso programando as memórias e uma carta dele para vir a ela posteriormente, na esperança de que ela entenderia melhor as circunstâncias uma vez que amadurecesse. Pouco antes de o planeta fazer contato, ele a conecta à simulação e lança a nave que a transporta para o espaço, onde ela passa sete anos.
O videoclipe foi transmitido pelo Toonami em dezembro de 2016, sendo a primeira transmissão no bloco em japonês com legendas em inglês, ao invés de dublado em inglês.

## Uso na mídia
"Shelter" foi incluída na trilha sonora do jogo FIFA 17, da EA Sports.

## Recepção
A Music Times afirmou em um artigo que "'Shelter' é o que os fãs de ambos os artistas têm esperado. Consegue reunir os sons de ambos os artistas — Porter Robinson e sua magia de sintetizador encontrada em Worlds e, em seguida, sintetizadores cintilantes semelhantes que Madeon tem usado ao longo dos anos".

## Paradas musicais e certificações
| Parada (2016)                                         | Posição de pico |
| ----------------------------------------------------- | --------------- |
| Bélgica (Ultratop Dance de Flandres)                  | 30              |
| Bélgica (Ultratop Dance Bubbling Under de Wallonia)   | 9               |
| Estados Unidos (Billboard Hot Dance/Electronic Songs) | 16              |
| Estados Unidos (Billboard Spotify Viral 50)           | 15              |
| França (SNEP)                                         | 125             |
| Japan Hot 100 (Billboard)                             | 64              |

| Parada (2016)                                         | Posição |
| ----------------------------------------------------- | ------- |
| Estados Unidos (Billboard Hot Dance/Electronic Songs) | 70      |

| Região                                              | Certificação | Vendas   |
| --------------------------------------------------- | ------------ | -------- |
| Estados Unidos (RIAA)                               | Ouro         | 500,000^ |
| ^números de vendas baseados somente na certificação |              |          |

## Histórico de lançamento
| Região         | Data                 | Formato                               | Selo               |
| -------------- | -------------------- | ------------------------------------- | ------------------ |
| Estados Unidos | 11 de agosto de 2016 | Vinil de 7 polegadas Download digital | Columbia Popcultur |